# Navarrakette

Wappenschild des Wappens von Navarra

Die Navarrakette, auch Kettennetz, ist eine gemeine Figur in der Heraldik. Die Figur im Wappen wird mit großen goldenen Kettengliedern auf rotem Grund gezeigt. An die Schildform angepasst, auch manchmal auf der kurzen Seite eines aufrecht stehenden Rechtecks mit kreuzweise gelegten Gliedern zu allen Eckpunkten und allen Seitenmittelpunkten stellt sich dem Betrachter das Wappenbild dar.
Sie findet sich im Wappen des historischen Königreichs Navarra und der heutigen Autonomen Gemeinschaft Navarra. Als Symbol für diese Region findet sie sich auch im spanischen Wappen.
Über die Entstehung der Navarrakette gibt es verschiedene Theorien:
Nach der traditionellen Überlieferung geht die heraldische Figur auf König Sancho VII. zurück. Dieser soll mit seinen Truppen in der Schlacht bei Las Navas de Tolosa als erster die Ketten durchbrochen haben, die das Lager des maurischen Befehlshabers umgaben, dessen Schatz erbeutet haben und als Erinnerung hieran die Ketten in sein Wappen aufgenommen haben. Der grüne Diamant in der Schildmitte symbolisiert das Koranbuch des Sultans, das dieser bei seiner Flucht in seinem Zelt zurückgelassen haben soll. Die Navarrakette ist allerdings erst im Urkundenwesen seines Nachfolgers Theobalds I. auf dessen Siegeln belegt.
Nach einer anderen Theorie entwickelte sich aus zunächst zur Versteifung auf dem Schild angebrachten Metallstäben die heraldische Figur des Glevenrades, das im Falle Navarras durch die Verbindung der äußeren Enden „geschlossen“ wurde und so einem Münzenschnurgeflecht glich. Später wurden dann – sei es nun unter dem Einfluss der Legende der Schlacht von Las Navas de Tolosa oder unabhängig davon – aus den Zwischenstücken Kettenglieder.

Wappen (1234–1580) des Königreichs Navarra

| Entwicklung der Navarrakette                                                                         |
| |
| Die Entwicklung vom Glevenrad (links) über das Münzschnurgeflecht (Mitte) zur Navarrakette (rechts). |